# 批判教育學
批判性教學（英語：Critical pedagogy）是一種教學取向或教學方式，它企圖幫助學生質疑、挑戰人們對於宰制的信念與實踐。換句話說，這種教學取向是一種幫助學生成就「批判意識」的理論與實踐。紐約市立大學教授 Ira Shor 這麼定義批判性教學：
一種思考、閱讀、寫作及說話的習慣，可以看透事物的表面意義、第一印象、被宰制的迷思、官方說法、陳腔濫調、眾以為智、貧乏的意見等等，並了解其中的深意、根源的原因、社會脈絡、意識型態、以及任何行動、事件、目標、過程、組織、經驗、文本、主體、政策、大眾傳播、論述等可能導致的個人邏輯推論。（賦權教育學 Empowering Education, 129）
在批判性教學的傳統中，教師要做的，是引導學生對各種意識型態進行質疑，以及練習思考「壓迫」（包括在學校的壓迫），並且鼓勵集體的解放（liberatory collective）及鼓勵學生對自己生活的的真實狀況進行個人反思。
學生通常以加入某個團體開始，或由經歷某種過程（包括宗教、國家認同、文化規範、或預期角色）開始進行批判性學習。當他們達到某種對真相的了解，開始對現存的社會具有更深的問題意識時，接下來被鼓勵的行為是：相互分享他們認為該如何改變社會（本質是壓迫的）的企圖。

## 主題介紹
幫助並鼓勵學生改變他們的觀點，從接受社會規範（以批評觀點來看，這是「容易受騙」）到能夠獨立批判（以主流社會觀點來看，這是「憤世嫉俗」）。老師常常以各種論點矛盾的報告，或者對同一種教材的不同觀點，來對各種英雄圖像和某些用以進行自我教化的歷史事件進行挑戰。

### 一般性的例子
為了鼓勵學生的批判性，老師會以下列的任務來挑戰學生在他們的社會中被普遍接受的典範：
- 讓學生進行調查。調查在他的社會中被標舉為合理的戰爭；如果這場戰爭符合「正義之戰」的判準，那麼，就對它進行批判性的評價。
- 鼓勵學生檢視自己家裏的權力問題。
- 帶領學生深度探討大眾文化和大眾媒體訊息。
- 必須對當代社會所存在的爭議進行評價，像是美國政府的原子武器擴散及國際健康計劃的相關功過評斷。
- 對何者為「國王新衣」的隱喻提出問題，事實上，這個故事的隱喻是「被遮蓋的」。

某些概念的實例常常能引導學生產出批判性思考，例如：
- 對有關哥倫布那些受人尊敬的迷思進行挑戰，並引導學生調查那些「基於」歷史形像或「有關」歷史形像的基本資料。可以想得到的資料像是「黑色傳奇」這樣的書；或者是，對於有關哥倫布留給後世的成就，有更多被忽視的觀點、那些可以反映出這些觀點的資料。

## 教學成果
使用這種教學方法，最普遍的成果是：學生可以初次學會從某種否定的角度來看他們的生活方式、國家、或文化。
舉例來說，某人對一個美國文化的主題採用了這種學習工具，那麼他可能會發展出下面這樣的觀點：大部份生活在西方社會的人，都在消費、盲從、宣傳這些腐敗生活方式當中夢遊，他們都需要覺醒。

### 開始行動
大多數的老師鼓勵那些已經到達「啟蒙」階段的學生分享他們的知識，這些知識企圖揭露社會失敗、並使社會朝正向前進。然而有些批判性教學者，當遭遇到某些現代主義者的解放論述主張時，是存著懷疑態度的。與其尋求對「呆瓜」的「啟蒙」，這些老師們寧可和學習者「一起」瀏覽認同、歷史、慾望等概念，而任何行動的後續成果都是由學習者完成的。

## 批判性教學實例

### 發展史
在南非種族隔離政策時期，南非政權在法律上實行種族分離，使得激進左派教師團體「南非教師聯盟」開始在開普敦的學校和監獄裏引進反種族主義的批判性教學。

### 重要作者及文獻
批判性教學文本的著名作者包括保羅·弗雷勒（巴西）、Rich Gibson（美國）、麥克·艾波（英國）、亨利·吉魯（美國、法裔）、Peter McLaren（加拿大）、以及 Howard Zinn（美國）。著名的教育家包括Jonathan Kozol（美國）及Parker Palmer（美國）有時候也會被包括到這個範圍內。其他的批判性教育家以他們的「反學校」或「非學校」取向而著名，如伊凡·伊利奇（奧地利人、流亡美國）、John Caldwell Holt（美國）、Ira Shor（美國）、約翰·泰勒·蓋托（美國）、以及Matt Hern。他們的許多成就表現以女性主義、馬克思主義、盧卡奇、Wilhelm Reich、後殖民主義、以及愛德華·薩依德、安東尼奧·葛蘭西及米歇爾·傅柯這三人的論述理論。激進教師則是一本專為批判性教學、以及批判性教育者感興趣的課題所編的雜誌。Rogue論壇，則是一個批判性教學相關者的線上組織。

### 經典引徵
莫追逐欲樂，莫流於放逸，
莫邪見世利，此乃離苦道。
— 佛陀，法句經（南傳），第十三 世間品，167偈。
人若賺得全世界，賠上自己的生命，有什麼益處呢？人還能拿什麼換生命呢？
— 耶穌，聖經，馬太福音，第16章，第26節。
我活於荒誕之唇，企望從中得到答案，於是敲了門。
門開了。但原來我是從裏面敲的門。
— 魯米（1207-1273，波斯詩人）。

### 相關電影
《駭客任務》
《為人師表》，是一部傳記式電影，描寫數學老師詹姆·艾斯卡蘭德，確有其人，洛杉機高中教師，1988年全美最佳教師獎得主）帶領郊區少數族裔的學生不斷努力，最後獲得數學競賽優勝的故事。本片曾獲1989年獨立精神獎最佳影片、最佳導演、最佳劇本、最佳男主角等七項大獎。
《春風化雨》，導演是彼德·威爾。內容在描寫1950年代美國的寄宿學校當中，一位名叫約翰·基廷的老師，鼓勵學生們自由思考、挑戰社會規範、並且把握每一天。

## 對批判性教學的批判
也存在著對批判性教學這種取向的批判。他們攻擊批判性教學的方法論、目標、以及其表現。以下是一些相對的觀點：
- 對一般所接受的事實持如此高度的不信任，將會創造出或永存著陰謀論。
- 批判性教育學家選擇性地審視及翻案。比如說，把托马斯·杰斐逊當目標，而不把馬丁·路德·金恩當目標。
- 許多和批判性教學有關的人，從來不曾涉入過嚴肅的鬥爭，他們只是利用這個領域來建立他自己的聲望、或只是一種出版謀略，而並不把批判性教學當成是一種社會運動。Paulo Friere, for example, can be rightly criticized for being for revolution wherever he was not, and for reform wherever he was.
- 在很多的例子裏，批判性教學和革命運動或馬克思主義運動的立場互相對立。顯而易見的是，批判性教學植基於拉丁美洲的天主教社區，往往是為了預防產生階級戰爭的可能而建立的。批判性教學多聚焦於文化、語言、以及抽象的宰制，更甚於對更核心的階級、異化、剝判的批判。

## 相關領域
- 多元文化教育

## 外部連結
- 基進教師雜誌
- Rouge論壇 （页面存档备份，存于）
- 基進教學，一個批判性教學的網站
- 教學論：關於文學、語言、寫作、文化教學的批判取徑（页面存档备份，存于）
- 解放教育
- 這裏有許多相關連結
- Ira Shor所寫的"什麼是批判性能力"
- Alice Miller所寫的"為了你自己好"（页面存档备份，存于）